# Carlo Piccardi
Carlo Piccardi (Firenze, 7 ottobre 1919 – Firenze, 22 settembre 1971) è stato un calciatore italiano, di ruolo difensore.
Morì nel 1971, a 51 anni.

## Carriera
Cresciuto nella Fiorentina, debuttò in Serie A nella stagione 1937-1938, a diciott'anni, terminata con la retrocessione della Fiorentina in Serie B; fu in quella categoria che Piccardi riuscì a conquistare un posto fisso nella squadra, capace di un immediato ritorno nella massima serie (1938-1939).
Con l'avvento della seconda guerra mondiale e l'interruzione i campionati, disputò il torneo di guerra nel Suzzara. Al termine degli eventi bellici ritornò alla società viola, passando poi al Milan. Nel capoluogo lombardo disputò un campionato (1947-1948) e al termine di esso si trasferì all'Atalanta, sempre in Serie A, con cui chiuse la carriera nel 1950.

## Palmarès

### Club

#### Competizioni nazionali
- Coppa Italia: 1

Fiorentina: 1939-1940
- Campionato italiano di Serie B: 1

Fiorentina: 1938-1939

#### Competizioni regionali
- Campionato toscano di guerra: 1

Fiorentina: 1944-1945